# Bruno Baltes
Bruno Baltes OSB (* 29. Juni 1901 in Hoengen; † 22. Dezember 1944 in Rumänien) war ein deutscher römisch-katholischer Geistlicher, Benediktiner und Märtyrer.

## Leben
Johannes Baltes wurde 1901 in der Kirche St. Cornelius in Hoengen (heute Stadtteil von Alsdorf) getauft. Er war unter sechs Geschwistern der älteste Junge. Er besuchte Benediktinerschulen in Merkelbeek und Siegburg und wurde am 14. September 1920 als Novize in das Benediktinerkloster Merkelbeek aufgenommen. Er erhielt den Ordensnamen Bruno. Nach Ablegung der ewigen Gelübde am 1. November 1926 wurde er am 20. November zum Priester geweiht. Ab 1941 war er Subprior seines Klosters.
1943 wurde Pater Baltes eingezogen, als Infanterist ausgebildet und in Rumänien eingesetzt. Dort geriet er 1944 in rumänische Kriegsgefangenschaft. Als die Gefangenen an die Russische Armee ausgeliefert wurden, lehnte er das rumänische Angebot an ihn, in Rumänien zu bleiben, ab, weil er von keiner Vergünstigung profitieren wollte. Auf dem Weg nach Russland starb er am 22. Dezember 1944. Seine Essensrationen hatte er den Familienvätern überlassen.

## Gedenken
Die deutsche Römisch-katholische Kirche hat Bruno Baltes als Märtyrer aus der Zeit des Nationalsozialismus in das deutsche Martyrologium des 20. Jahrhunderts aufgenommen.